# Crachá

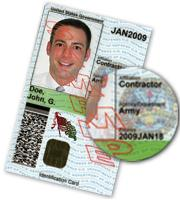
Um exemplo de cartão de acesso comum do Departamento de Defesa dos Estados Unidos

Um crachá é uma credencial, que muitas vezes, é usada para obter entrada em uma área com pontos de entrada de controle de acesso automatizado. 
Trata-se de um pequeno cartão com dados pessoais, usado pelo seu portador para fins de identificação em conferências, em convenções, em grandes empresas, em eventos que reúnem pessoas de diferentes lugares, etc. Os crachás geralmente possuem um cordão para que a pessoa possa usá-lo pendurado no pescoço ou também podem ser usados prendidos na roupa da pessoa por um gancho ou alfinete.
Os crachás de acesso podem usar várias tecnologias para identificar o titular do crachá em um sistema de controle de acesso. As tecnologias mais comuns são a cartão magnético, cartão de proximidade, código de barras, cartões inteligentes,dispositivos biométricos e analíses combinatórias de identificação facial. 